# Azure Linux
Azure Linux（旧名：CBL-Mariner、CBLはCommon Base Linuxの略）とは、マイクロソフトが開発したフリーでオープンソースなLinuxディストリビューションであり、Microsoft Azureサービス用のベースコンテナオペレーティングシステム  (OS) かつWSL 2のグラフィカルコンポーネントである。

## 概要
Azure Linuxは、マイクロソフトのエッジネットワークサービスやクラウドインフラストラクチャの一部として、マイクロソフトのLinux Systems Groupが開発している。マイクロソフトはAzure Kubernetes ServiceのAzure Stack HCI実装におけるコンテナの基盤となるLinuxとしてAzure Linuxを使用しているだけでなく、Windows IoT上でLinuxのワークロードを実行するために使用したり、WSLgのWestoneコンポジタをホストするためのバックエンドディストロとして使用したりしている。
Azure LinuxはFedora CoreOSと類似したアプローチにより、コンテナのサポートと実行に必要な基本パッケージしか搭載しておらず、パッケージの追加やセキュリティアップデートの管理には一般的なLinuxツールを使用する。Azure Linuxのアップデートは、RPMパッケージか、必要に応じて展開可能である完全なディスクイメージのどちらかによって提供される。RPMを使用すれば、追加機能やサービスをサポートするためのカスタムパッケージを、CBL-Marinerの基本イメージに必要に応じて追加することが可能となる。追加可能な機能の中で有名なものとしては、iptablesベースのファイアウォール、署名付きアップデートのサポート、ハードニングされたカーネルなどがある。
マイクロソフトは2020年にこのOSをリリースした。そのソースコードはGitHubから利用可能で、ライセンスは主にMIT Licenseだが一部のコンポーネントはPhoton License、Apache License v2、GPLv2、LGPLv2.1]である。Azure LinuxのビルドにはGoプログラミング言語、QEMUユーティリティ、RPMが必要である。
リリース2.0.20240301より、CBL-MarinerはAzure Linuxへと改名された。